# Stockhausen (Sondershausen)
Stockhausen ist ein Stadtteil von Sondershausen im Kyffhäuserkreis in Thüringen, das als ehemals eigenständige Gemeinde 1950 eingemeindet wurde. Das einstige Dorf entstand wahrscheinlich am Anfang des 11. Jahrhunderts. Nach dem Ort nannte sich eine Adelsfamilie.

## Geografische Lage
Stockhausen liegt am östlichen Fuße des Frauenberges, am rechten Ufer der Wipper zwischen Hainleite und Windleite. Südöstlich der Ortschaft liegt die Kernstadt von Sondershausen.

## Geschichte

### Mittelalter
Das Dorf Stockhausen entstand vermutlich erst am Anfang des 11. Jahrhunderts, wurde 1043 in einer Kaiserurkunde von Heinrich III. erstmals urkundlich erwähnt und lag noch im 13. Jahrhundert etwas westlicher vor dem sogenannten Borntal und bestand lediglich aus 14 Familien.
Im 15. Jahrhundert siedelten sich die Bewohner in der Nähe zweier einstiger Vorwerke an, und es entwickelte sich der Kern dieses Ortsteiles von Sondershausen, an dessen Stelle sich heute die St.-Matthias-Kirche befindet. Zu jener Zeit hatte sich die Einwohnerzahl verdoppelt, und es existierten 27 Häuser. Bis zu dieser Zeit blieb der Ort jedoch weitestgehend unbedeutend.

### Günthersbad

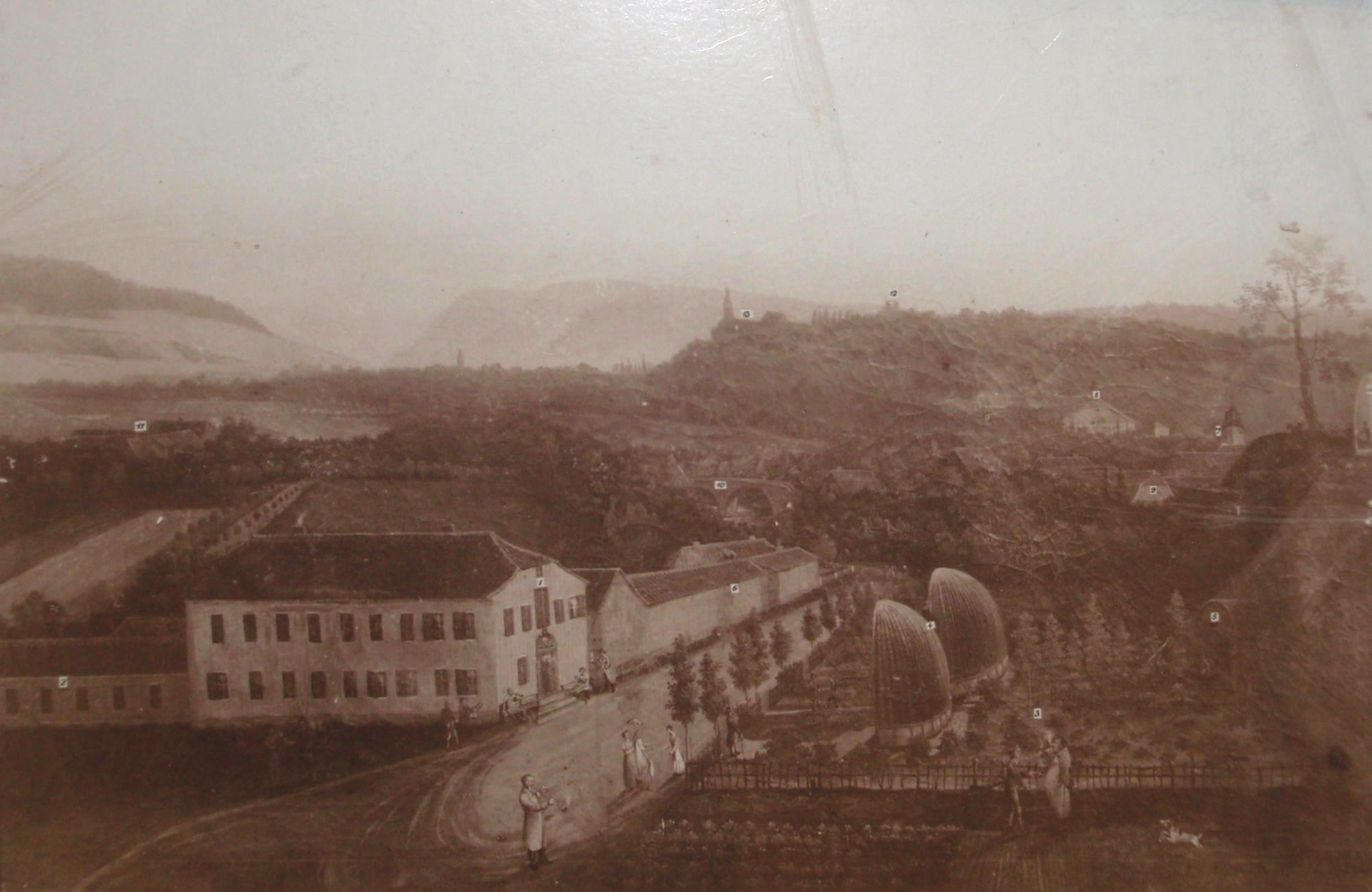
Das Heilbad Günthersbad zu Stockhausen zwischen 1815 und 1842

Im Jahre 1814 wurde eine Schwefelquelle entdeckt und im folgenden Jahr ließ der Fürst Günther Friedrich Carl I. von Schwarzburg-Sondershausen deshalb hier ein Badehaus und unfern desselben eine Musikhalle anlegen. Eine Zeitlang wurde das Günthersbad viel besucht, da man ihm heilende Kräfte zuschrieb. Da dies aber später nicht mehr der Fall war, so wurde das Gebäude 1843 wieder abgebrochen.

### Kalibergbau um Sondershausen
Ende des 19. Jahrhunderts wurde in der Umgebung von Sondershausen begonnen, Kalisalzvorkommen wirtschaftlich zu nutzen. So auch in der Flur von Stockhausen. Am 1. Mai 1893 begannen offiziell die Teufarbeiten zum Schacht I (Brügmanschacht). Daraufhin gründete man 1896 die Wohnkolonie „Marienhall“, um den Arbeitern des nahe gelegenen Kaliwerkes „Glückauf“ Unterkünfte zu bieten, die guten Verdienstmöglichkeiten im Kalibergbau lockten viele Fremde an, die Einwohnerzahl erhöhte sich daher stetig.
Etwa zur gleichen Zeit dehnte sich die fürstliche Fasanerie bis an die Brücke von Stockhausen aus, in der das Karl-Günther-Erholungsheim stand und an dessen Stelle sich heute ein Altenheim befindet.
Im Jahr 1894 kam Carl Moeller als Pfarrer nach Stockhausen, nachdem sich der Ort vom Pfarramt Jechaburg gelöst hatte. Moeller veranlasste den Bau des Pfarrhauses (1898), das große Schulgebäude (1900),  eine Diakonissenstation (1901) und 1905 noch den Neubau für die baufällige St.-Matthias-Kirche. Bis 1918 gehörte der Ort zur Unterherrschaft des Fürstentums Schwarzburg-Sondershausen.
Am 1. Juli 1950 wurde Stockhausen endgültig nach Sondershausen eingemeindet.

### Einwohnerentwicklung
| vor 1800 - 13. Jh.: 14 Familien - 15. Jh.: 28 Familien - 1660: 221 - 1725: 314 | 19. Jahrhundert - 1827: 567 - 1885: 689 - 1886: 889 - 1893: 902 | 1894 bis 1919 - 1894: 1028 - 1895: 1059 - 1897: 1209 - 1902: 1454 - 1912: 2129 - 1919: 2146 | nach 1919 - 1925: 2077 - 1926: 2189 - 1933: 2329 - 1939: 2312 |

## Sehenswürdigkeiten

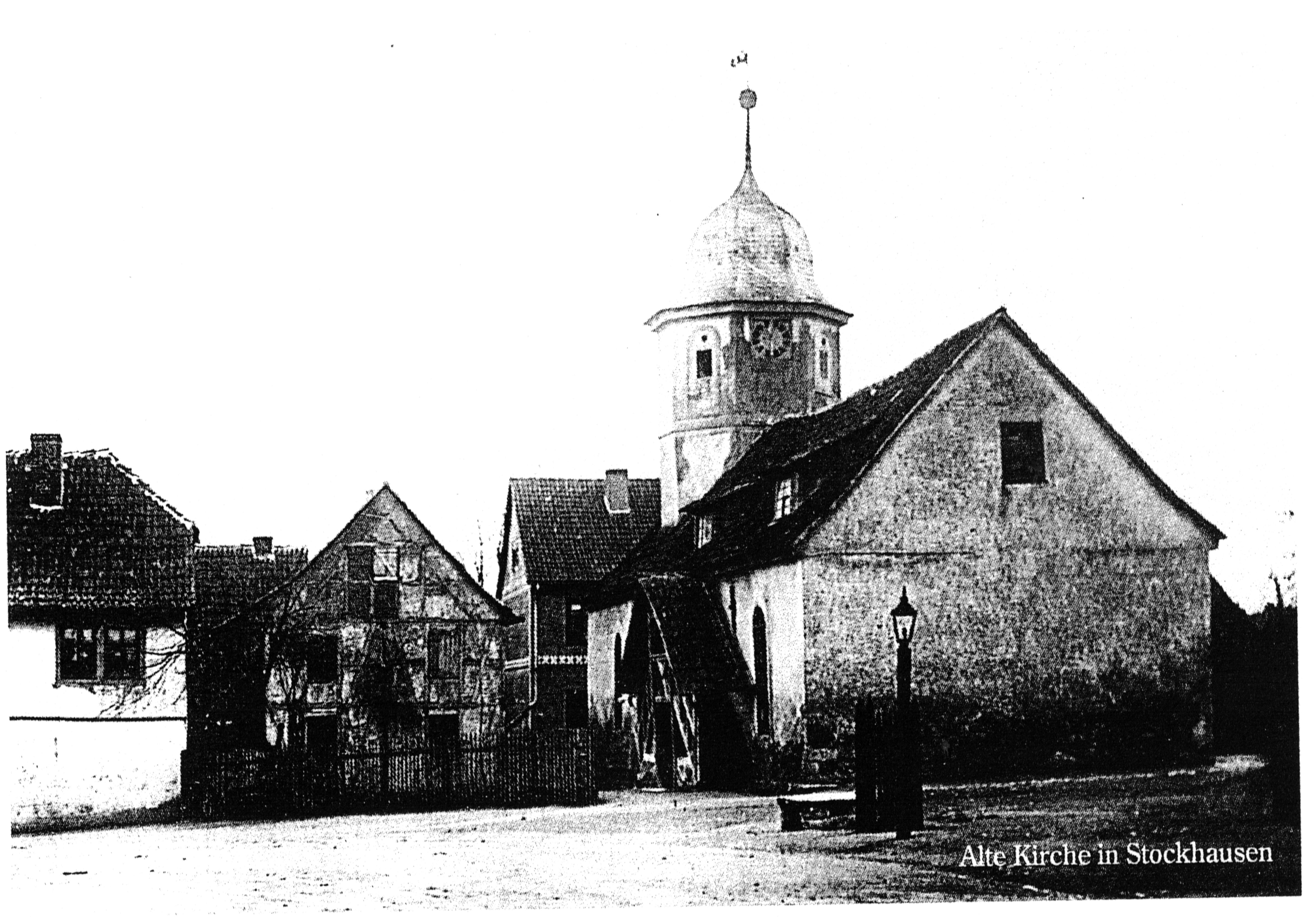
Die um 1900 fotografierte alte St.-Matthias-Kirche
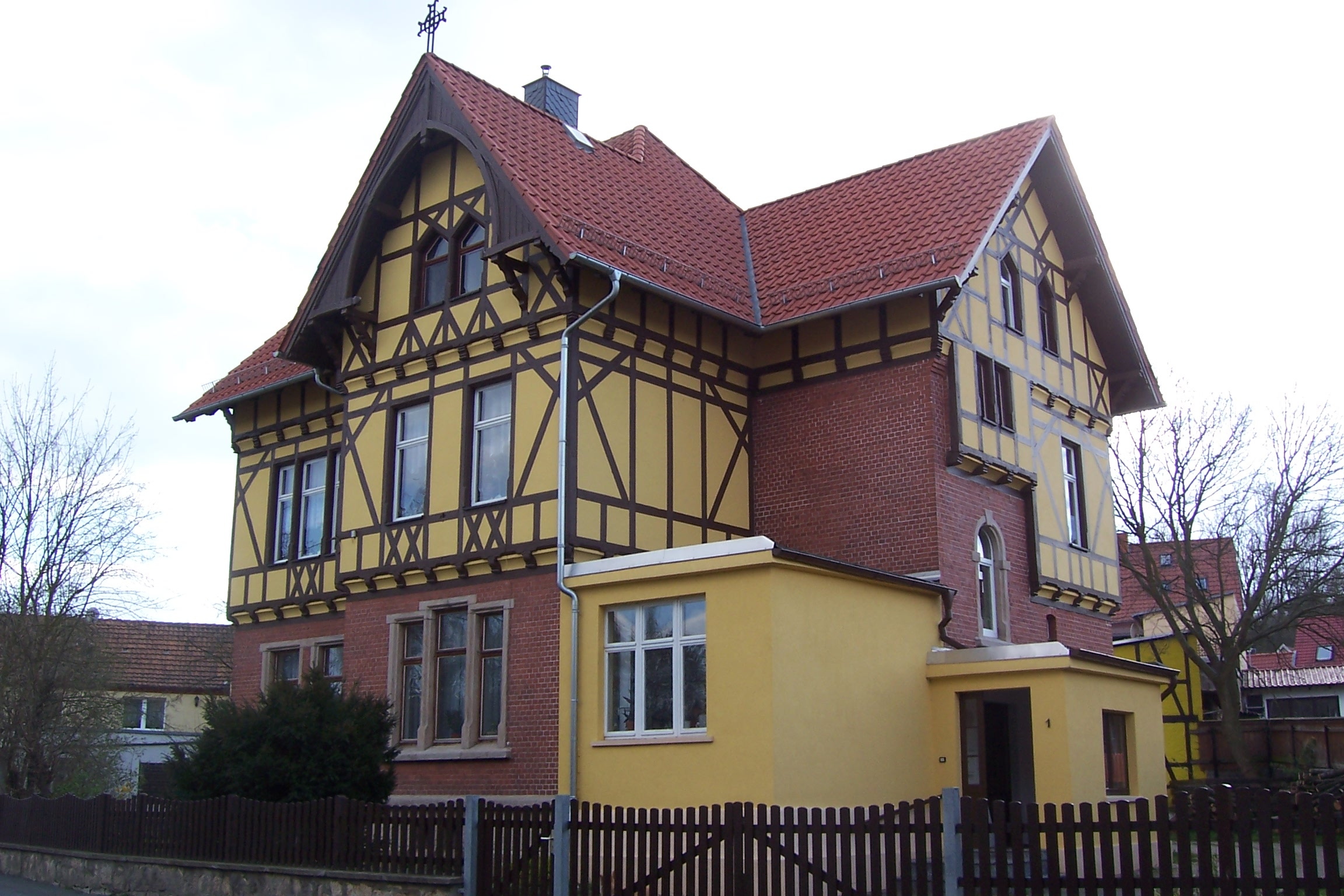
Das Pfarrhaus
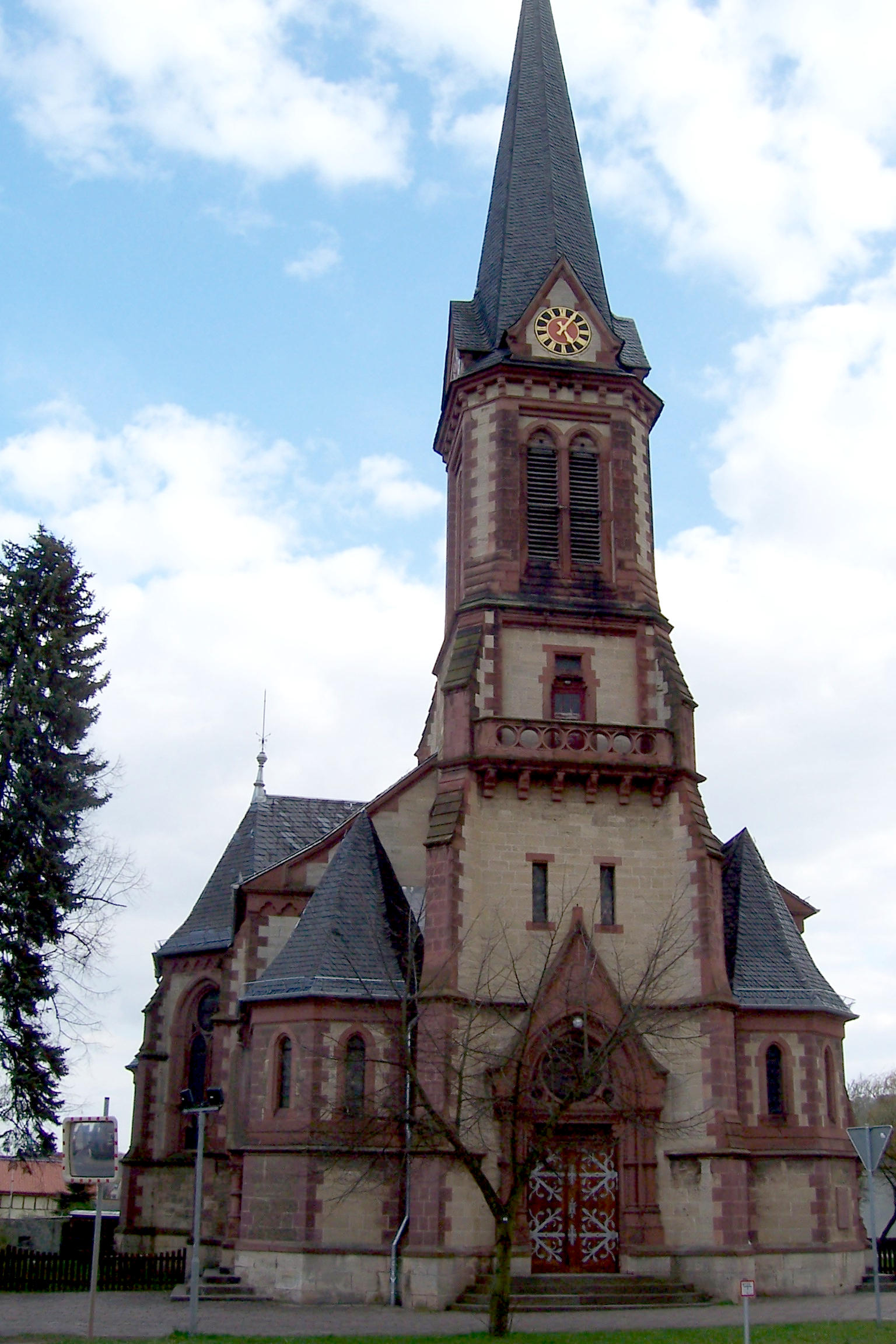
Die heutige St.-Matthias-Kirche
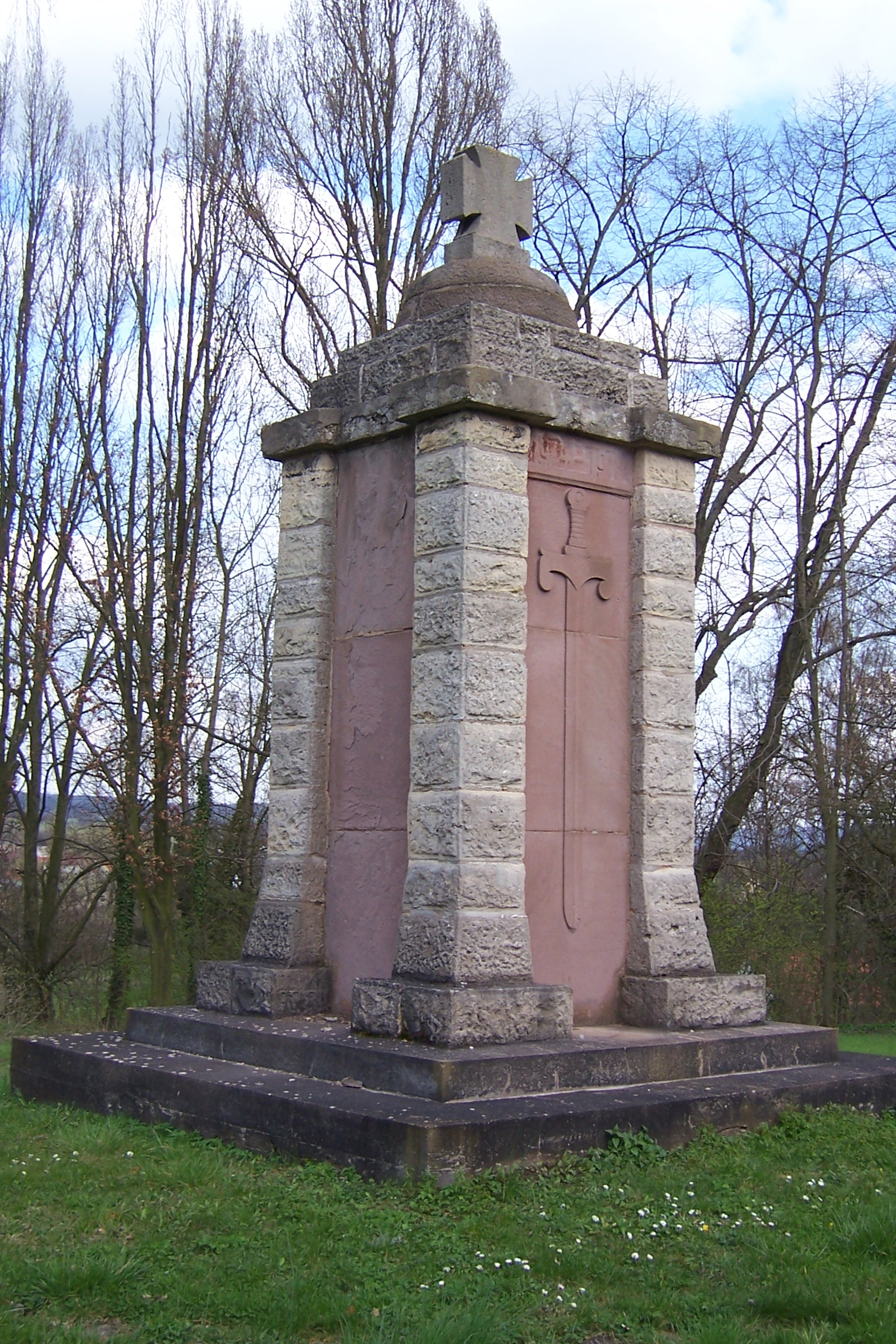
Das Gefallenendenkmal des Ortes

### St.-Matthias-Kirche
Das heutige Gebäude der St.-Matthias-Kirche stammt aus dem Jahre 1905 und wurde vom Pfarrer Carl Moeller in Auftrag gegeben, da der Vorgängerbau, eine kleine romanische Kirche aus dem Jahre 1442, baufällig und zu klein für die wachsende Gemeinde wurde. Der Architekt Theodor Quentin (1851–1905) aus Pirna entwarf diesen neugotischen Bau, dessen Fertigstellung er jedoch nicht mehr erlebte. Am 23. Juli 1905 wurde schließlich der Bau am Tag des 25-jährigen Regierungsjubiläums des Fürsten Karl Günther von Schwarzburg-Sondershausen eingeweiht, und dem Weihegottesdienst wohnte der Fürst selbst bei.
Die Kirche besteht aus Kalkstein und rotem Sandstein aus der Region. Das Innere beeindruckt mit seiner relativen Schlichtheit. Das bemalte Kreuzgratgewölbe, das aus Drahtziehwerk und -putz besteht, wird von zwei massiven Pfeilern und den starken Außenmauern getragen, die auf einem 70 cm mächtigen Betonfundament stehen. Im Kirchenschiff finden sich an Kapitellen und Gestühl Blumen- und Blattornamente. Gegenüber der hölzernen Kanzel steht eine Engelsfigur mit schwarzburgischem Wappenschild zum Gedenken an das Fürstenjubiläum. Im Altarraum sorgen drei bleiverglaste Spitzbogenfenster mit Szenen aus dem Neuen Testament für ausreichend Licht.

### Denkmal für die Gefallenen
In Stockhausen bildete sich 1926 ein Ausschuss unter Vorsitz von Kirchenrat Karl Güldenapfel, der ein Ehrenmal für die im Ersten Weltkrieg Gefallenen des Ortes errichten wollte.
Man entschied sich, das Denkmal nicht auf Kirchen-, sondern auf Gemeindeland zu errichten, auf dem ehemaligen Friedhof von Stockhausen. Der Bildhauer Georg Augner aus Bebra wurde mit der Ausführung beauftragt, die die Summe von 1800 Mark nicht überschreiten sollte. Die Kosten trugen Gemeinderat und Ausschuss, der über diverse Spendenaktionen seinen Anteil finanzierte.
Schließlich konnte am 1. August 1926 die Gedenkstätte aus einheimischen Muschelkalk und Rottleber Schriftplatte mit den Namen der 77 vermerkten Kriegsopfer eingeweiht werden. Bei der Einweihungsfeier sollten die teilnehmenden Vereine, wie zum Beispiel die Gesangsvereine „Liedertafel“ und „Lyra“ sowie der Arbeitergesangsverein, weitestgehend unpolitisch auftreten, sodass sie ohne Uniformen oder Waffen aufmarschierten und die Kranzschleife sollte in den gültigen Landesfarben schwarz-rot-gold ausgeführt werden. Zur Empörung Linksorientierter traten die konservativen Vereine jedoch uniformiert und mit Kränzen mit schwarz-weiß-roten Schleifen, den Farben des 1918 untergegangen deutschen Kaiserreiches, auf.

## Sonstiges

### Adelssippe

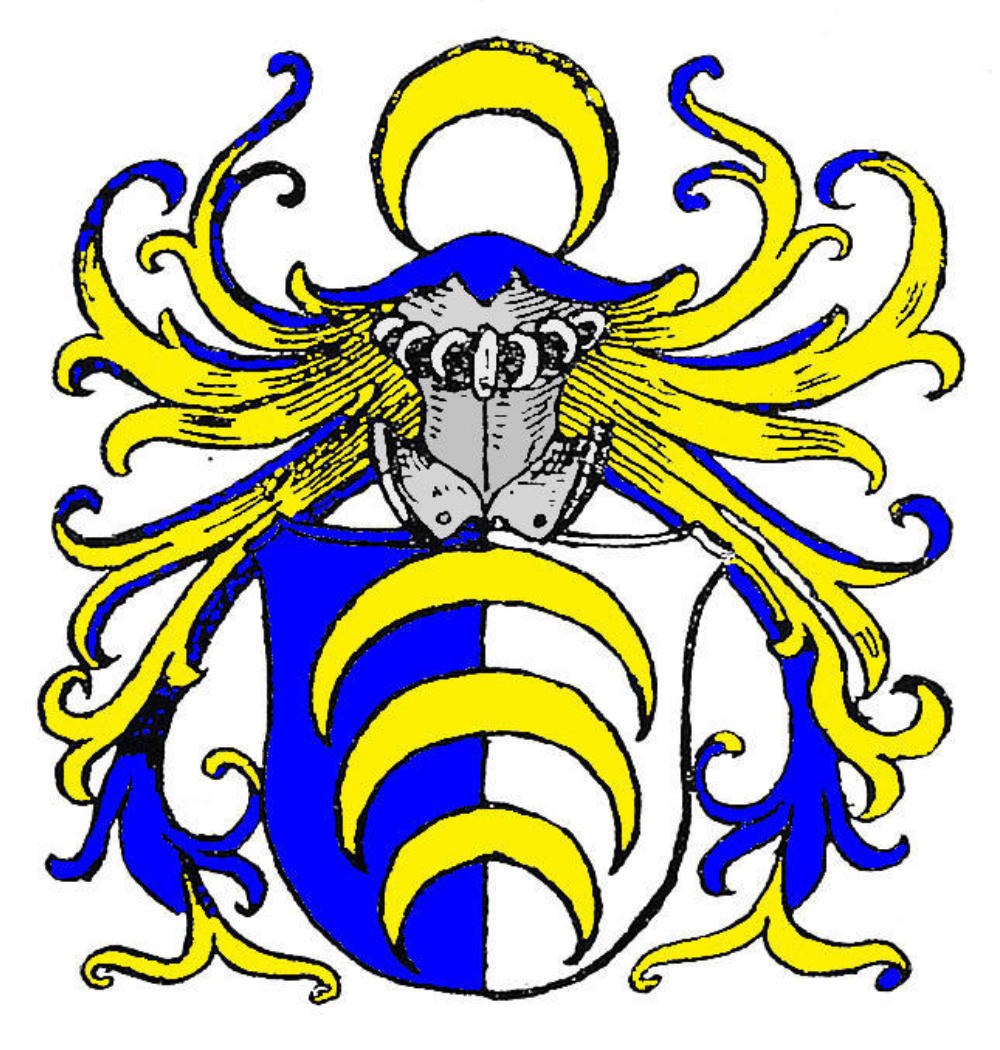
Wappen des Adelsgeschlechtes und des Stockhäuser Siedelhofes

Den Ortsnamen trug eine adlige Familie,  die aus dem schwarzburgischen Geschlecht stamme und bereits seit 1100 urkundlich erwähnt wurde. Sie trug im Wappen drei Mondsicheln.

### Namensdeutung
Urkundliche Namensformen sind auch Stocghusen (1217) und Stoghusin (1471). Von Einheimischen wird der Ort ebenso gern als Stoxen (Stocksen) bezeichnet. Stockhausen als Name von Ortschaften kommt mehrmals vor, schon allein in Thüringen existieren drei: bei Eisenach, Sondershausen und Zeitz. Im Falle dieses Stockhausens gibt es mehrere Deutungsmöglichkeiten. Zum einen könnte eine Siedlung auf einer Rodungsfläche gemeint sein, denn mit Stocken bezeichnete man einst im Forstbetrieb die Stümpfe eines abgehauenen Baumes und die Endung „-hausen“ könnte auf Ansammlung von Häusern und/oder einem Gehöft bzw. Gut hindeuten.
Eine andere Erklärung wäre die Tatsache, dass sich einst an diesem Ort ein sogenanntes Stockhaus, ahd. Stochus befunden hat. Damit wurde ursprünglich ein befestigtes Gebäude, eine Burg, bezeichnet, in dem sich ein Stock oder Stöcke befanden, die mittelalterlichen Straf- und Folterwerkzeuge, in denen die Gefangenen mit den Füßen und/oder den Händen eingespannt wurden. Im Schutze dieses Gebäudes entstand eine geschlossene Siedlung, die ihren Namen vom Stockhaus ableitete. Schließlich deutet die Endung „-hausen“ auf eine fränkische Siedlung hin.

## Söhne und Töchter des Orts
- Lothar Freund (1930–2017), Grafiker